# Surdisorex schlitteri
Surdisorex schlitteri és una espècie de musaranya africana endèmica del mont Elgon, a la frontera entre Kenya i Uganda. És coneguda a partir d'un únic exemplar que fou descobert el 1984 i classificat inicialment en el gènere Myosorex. Més de dues dècades més tard, fou descrita com a espècie a part, categoritzada en el gènere Surdisorex i anomenada en honor de Duane Schlitter, un mastòleg especialitzat en els mamífers petits d'Àfrica.